# 大眼左鮃
大眼左鮃為輻鰭魚綱鰈形目鰈亞目鮃科的其中一種，為熱帶海水魚，分布於東印度洋緬甸海域，棲息深度可達189公尺，棲息在底層水域，以底棲生物為食，生活習性不明。